# Poroina Mare
Poroina Mare est une commune roumaine du județ de Mehedinți, dans la région historique de l'Olténie et dans la région de développement du Sud-Ouest.

## Géographie
La commune de Poroina Mare est située dans le sud du judeș, sur le plateau de Bălăcița (Podișul Bălăciței), à 40 km au sud-est de Drobeta Turnu-Severin, la préfecture du județ.
Elle est composée des quatre villages suivants (population en 2002) :
- Fântânile Negre (250).
- Poroina Mare (462), siège de la municipalité.
- Stignița (584).
- Șipotu (126).

## Histoire
La commune a fait partie du royaume de Roumanie dès sa création en 1878.

## Religions
En 2002, 99,78 % de la population étaient de religion orthodoxe.

## Démographie
En 2002, les Roumains représentaient la totalité de la population. La commune comptait alors 817 logements.
| 2002  | 2007  |
| ----- | ----- |
| 1 422 | 1 320 |

## Économie
L'économie de la commune repose sur l'agriculture, l'élevage et l'apiculture.